# Спілка письменників Республіки Татарстан
Спілка письменників Республіки Татарстан — громадська організація (творча спілка), що об'єднує громадян, які проживають на території Республіки Татарстан і активно працюють в одній з областей літературної творчості, які пишуть татарською чи будь-якою іншою мовою, а також осіб, які проживають за межами Республіки, які зробили значний внесок в татарську літературу.
Основними цілями Спілки є:
- пропаганда духовної спадщини і літератури
- вдосконалення професійної майстерності письменників
- підготовка молодих талантів
- поліпшення творчих і житлово — побутових умов письменників, повсюдна турбота про їхні інтереси
- зміцнення міжнаціональної дружби
- зміцнення творчої співпраці з Союзом письменників Росії і іншими письменницькими організаціями[2].

## Історія
25-29 липня 1934 року в Казані відбувся I Всетатарстанський з'їзд радянських письменників. На ньому з доповідями про татарську радянську літературі і її жанри виступили Гумер Галі, Галімджан Нігматов, Риза Ішмуратов, Карім Тічурін, Карім Фатих. У дні роботи з'їзду Президія Центрального Виконавчого Комітету і Ради Народних Комісарів Татарської АРСР прийняли спеціальне рішення про поліпшення творчих, культурних та побутових умов радянських письменників.
З'їзд обрав правління Спілки радянських письменників Татарстану: Карім Тінчурін, Гумер Галі, Гумер Тулумбай, Хасан Туфан, Лябіб Гийльмі та інші. На засіданні правління Спілки 29 липня 1934 року було обрано голову правління — Каві Наджмі.
З 1934 року по 1937 рік Спілкою керував Каві Наджмі, в 1937 році — Мірсай Амір, з 1937 по 1938 рік — Лябіб Гийльмі, з 1938 по 1939 рік — І. Вахітов, з 1939 по 1942 рік — Муса Джаліль, з 1942 по 1944 рік — Тазі Гіззат.
У Великій Вітчизняній війні брало участь 104 письменника Татарії, з них 31 особа загинула, в тому числі: Муса Джаліль, Абдулла Аліш, Фатих Карім, Адель Кутуй, Нур Баян, Хайретдінов муза, Рахман Ільяс, Мухаммат Аблієв, Ал. Бендецький, М. Вадут, Аітзак Аітов, Хабра Рахман, Кашфі Басиров, Масгут Мустафін, Шаміль Гарай, Дем'ян Фатхі, Мансур Гаяз, Агзамов Камал, Ахмет Гиймадов, Ісхак Закіров, Ісмагил Шафієв, Хаміт Каві, Касим Вахіт, Гайнетдін Гатауллін, Мухамметша Мамін, Мухаммат Ахметгалієв, Габдулла Галієв, Ахтямов Амінов, Сулейман Мулюков, Л. Валі, Рахім Саттар. Особливо відомий подвиг Героя Радянського Союзу Муси Джаліля і його побратимів по перу, які боролися в тилу ворога.
З 1945 року по 1950 рік Сопілкою керував Ахмед Ерікеєв, з 1950 по 1953 рік — Гаріф Губай, з 1953 по 1958 рік — Гумер Баширов, з 1958 по 1961 рік — Афзал Шамов, з 1961 по 1968 рік — Мірсай Амір, з 1968 по 1971 рік — Ібрагім Газі, з 1971 по 1974 рік — Заки Нурі, з 1974 по 1984 рік — Гаріфзян Ахунов, з 1984 по 1989 рік — Туфан Міннуллін, з 1989 — Рінат Мухамадієв. Також Спілкою керували Фоат Галімуллін, Ільфак Ібрагімов. З 2012 року Спілкою керує Рафіс Курбанов.
У період з 1934 по 2004 рік відбулося 14 з'їздів татарстанських письменників. У ці роки близько 700 письменників були членами Спілки письменників Татарстану.

## Сучасний стан
У Спілці працюють творчі секції по прозі, поезії, літературній критиці, дитячій літературі, художньму перекладу і російській літературі.
У містах Набережні Челни і Альметьєвську працюють відділення Спілки письменників Татарстану. Члени Спілки, крім Татарстану, проживають і творять в Москві, республіках Башкортостан, Удмуртія, Мордовія, Чувашія, а також в Челябінській, Пермській, Ульянівській, Кіровській, Тюменській і інших областях Російської Федерації.